# Sigetac
Sigetac (1991-ig Sigetac Novski) falu Horvátországban, Sziszek-Monoszló megyében. Közigazgatásilag Novszkához tartozik.

## Fekvése
Sziszek városától légvonalban 42, közúton 69 km-re délkeletre, községközpontjától légvonalban 8, közúton 11 km-re nyugatra, a Subocka-patak mentén fekszik.

## Története
Sigetac csak 1931 óta számít önálló településnek, korábban Subocka falu Sigeci nevű határrészét képezte. Nevét a magyar sziget szóból kapta és arra utal, hogy a hegyekből a síkságra érkező Subocka-patak itt lelassulva régen több ágra szakadva szigetet képezett. A II. világháború idején a Független Horvát Állam része volt. A háború után enyhült a szegénység és sok ember talált munkát a közeli városokban. 1991. június 25-én a független Horvátország része lett. A településnek 2011-ben 122 lakosa volt.

## Népesség
| Lakosság változása | Lakosság változása | Lakosság változása | Lakosság változása | Lakosság változása | Lakosság változása | Lakosság változása | Lakosság változása | Lakosság változása | Lakosság változása | Lakosság változása | Lakosság változása | Lakosság változása | Lakosság változása | Lakosság változása | Lakosság változása |
| ------------------ | ------------------ | ------------------ | ------------------ | ------------------ | ------------------ | ------------------ | ------------------ | ------------------ | ------------------ | ------------------ | ------------------ | ------------------ | ------------------ | ------------------ | ------------------ |
| 1857               | 1869               | 1880               | 1890               | 1900               | 1910               | 1921               | 1931               | 1948               | 1953               | 1961               | 1971               | 1981               | 1991               | 2001               | 2011               |
| 0                  | 0                  | 0                  | 0                  | 0                  | 0                  | 0                  | 247                | 267                | 288                | 260                | 217                | 191                | 170                | 161                | 122                |